# Lê Tư (diễn viên)
Lê Tư (tiếng Trung: 黎姿, tiếng Anh: Gigi Lai Chi; sinh ngày 1 tháng 10 năm 1971) là một nữ diễn viên kiêm ca sĩ người Hồng Kông. Cô từng là gương mặt nổi bật và diễn viên chủ chốt của Đài truyền hình TVB. Cô là một trong Tứ đại mỹ nhân Đài TVB thập niên 90 bên cạnh Châu Hải My, Châu Huệ Mẫn và Chu Nhân. Năm 2009 cô chính thức thông báo giải nghệ sau khi kết hôn với tỷ phú Mã Đình Cường.
Lê Tư được khán giả biết đến qua nhiều vai diễn trong các bộ phim truyền hình ăn khách và nổi tiếng của Hồng Kông như là: Ỷ Thiên Đồ Long Ký, Thâm cung nội chiến, Bão cát, Lấy chồng giàu sang,... Lê Tư từng là ngọc nữ màn ảnh Hồng Kông "đệ nhất mỹ nhân TVB", một trong những biểu tượng nhan sắc của Hồng Kông.
Năm 2008 cô tuyên bố giải nghệ và sau đó không lâu kết hôn cùng thương gia Mã Đình Cường. Hiện nay cô làm chủ Cosmax, một trong những chuỗi trung tâm chăm sóc sắc đẹp của Hồng Kông.

## Tiểu sử và sự nghiệp
Lê Tư có tên tiếng Anh là Gigi Lai, sinh ngày 1 tháng 10 năm 1971 tại Hồng Kông thuộc Anh, nguyên quán ở Lê Trại Thôn, tỉnh Quảng Đông. Cô là cháu gái của nam diễn viên nổi tiếng nhất Hồng Kông Lê Dân Vĩ - người được mệnh danh là cha đẻ của nền điện ảnh Hồng Kông thời bấy giờ. Còn bà nội của Lê Tư là ngôi sao điện hàng đầu làng giải trí Hoa ngữ là nữ diễn viên Hồng Kông Lâm Sở Sở. Cái tên Lê Tư là do cha ruột Lê Trụ đặt tên. Tên tiếng Anh là Gigi do chú đặt cho vì chú cảm thấy chữ Gigi trong tiếng Anh khi đọc tương đôi với chữ "Tư" trong tiếng Quảng. Về ngoại hình, do Lê Tư khi còn trẻ đã toát lên vẻ đẹp xuất chúng nên báo chí ưu ái gọi cô là "Ái Mỹ Thần''. Cô thần tượng nữ ca sĩ Madonna và diễn viên Robert Dini Road.
Lê Tư sinh ra trong gia đình thế gia điện ảnh nhưng tuổi thơ của cô rất cơ cực vì cha cô bị bệnh viên màng não khiến thính giác bị ảnh hưởng, chỉ có hai, ba phần thính lưc, thị lực cũng không tốt nên không thể làm những công việc nặng nhọc. Với việc tranh giành tài sản, cha cô cũng không tham gia điều đó càng khiến gia đình cô thêm phần khốn khó. Mọi gánh nặng đều đổ lên đôi vai của mẹ cô khi đó phải làm tài xế chạy xe tải. Sau này, Lê Tư đi dưới sự dẫn dắt của cô ruột Lê Huyên bắt đầu tham gia diễn xuất từ năm 14 tuổi để giúp gia đình và lo cho em trai nhỏ hơn cô 4 tuổi được ăn học cũng từ đó đã bắt đầu nghiệp kéo dài gần 23 năm.
Trong những năm 1990, Lê Tư có tên trong dàn diễn viên của series phim Người trong giang hồ. Hình tượng của Lê Tư trong phim khác xa so với các vai diễn trước đó của cô. Sau nhiều năm đóng vai phụ, nhờ vẻ đẹp quá nổi bật, Lê Tư dần lọt vào mắt xanh của nhiều nhà làm phim và từng bước đảm nhiệm các nhân vật nhiều đất diễn hơn. Lên 19 tuổi, mỹ nhân Hương cảng gây chú ý với vai phụ đóng cùng Lưu Đức Hoa trong phim Rồng trong ngục. Nhan sắc thanh tú, hút hồn cùng tài nhập vai xuất sắc, Lê Tư bắt đầu được TVB ưu ái giao cho những vai nữ chính nặng ký về sau.
Vai diễn Triệu Mẫn trong Ỷ thiên đồ long ký (2000) và vai Hầu Giai Ngọc Doanh trong Thâm Cung Nội Chiến (2004) đã đưa tên tuổi của Lê Tư vượt khỏi biên giới Hồng Kông. Cũng nhờ bộ phim Thâm cung nội chiến, Lê Tư đoạt được giải Nữ diễn viên chính xuất sắc nhất (Thị Hậu) tại Lễ trao giải thưởng thường niên TVB 2004 . Sau đó, cô góp mặt trong một loạt phim lớn của TVB như Bàn Tay Nhân Ái III (2005), Quyền lực đen tối (2005), Bão Cát (2006).
Vào thời điểm phát sóng bộ phim Lấy Chồng Giàu Sang năm 2008, cô tuyên bố mình sẽ rút lui khỏi làng giải trí để tập trung vào sự nghiệp kinh doanh của em trai khi em cô bị tai nạn giao thông nghiêm trọng vào năm 2007.

## Đời tư
Năm 2000, cô mang đứa em trai út Lê Trung Nhân sang Việt Nam cho Bà ngoại. Cùng lúc tham gia phim Kế Hoạch 99 với Mạc Thiếu Thông (HK) của Nhà sản xuất Lý Huỳnh (Việt Nam) cùng Lý Hùng, Giáng My. Phim là sự hợp tác của Việt Nam và Hồng Kông. Sau bộ phim này, cô vướng nhiều tin đồn với Lý Hùng. 
Năm 2008, sau khi em trai ruột Lê Anh bị tai nạn phải điều trị lâu dài, Lê Tư tuyên bố rút lui khỏi làng giải trí, thay em trai quản lí công ty thẩm mỹ Cosmax do một tay anh gầy dựng. Sau đó, cô trở thành một nữ doanh nhân thành đạt khi công ty của cô lên sàn chứng khoán và thắng lớn trên sàn giao dịch.
Tháng 2 năm 2009, cô kết hôn cùng tỷ phú Mã Đình Cường, hiện tại cả hai đang có với nhau ba cô con gái (một cặp song sinh, sinh ngày 24/7/2010 và một cô con gái sinh ngày 3/10/2013).

## Danh sách phim

### Phim truyền hình
| Năm  | Tên phim                                   | Tựa tiếng Anh                        | Vai diễn                 | Ghi chú                                               |
| ---- | ------------------------------------------ | ------------------------------------ | ------------------------ | ----------------------------------------------------- |
| 1991 | Nộ Hải Cô Hồng                             | Drifters                             | Trình Gia Bảo            |                                                       |
| 1992 | Thiên hạ của Long (Bầu Trời Của Rồng)      | The Change of Time                   | Trác Nhã Viện            |                                                       |
| 1992 | Anh Hùng Đông Phương                       | Eastern Hero                         | Đồng Chỉ Quân            |                                                       |
| 1992 | Vua Cờ Bạc (Đỗ Thần)                       | The Stake                            | Lạc Gia Kỳ               |                                                       |
| 1993 | Đệ Tử Hoàng Phi Hồng                       | Wong Fei Hung Returns                | Tiểu Châu                |                                                       |
| 1993 | Thiên Luân                                 | The Link                             | Đường Khả Kỳ             |                                                       |
| 1993 | Lò Võ Thiếu Lâm                            | Heroes From Shaolin                  |                          |                                                       |
| 1994 | Lửa Tình Rực Cháy                          | Heartstrings                         | Cam Tuyết Mai            |                                                       |
| 1996 | Nhân viên Điều Tra 2 (Điểm O Hành Động 2)  | The Criminal Investigator II         | Phương Tiểu Phương       |                                                       |
| 2001 | Ỷ Thiên Đồ Long Ký                         | Heavenly Sword and Dragon Sabre      | Triệu Mẫn                |                                                       |
| 2001 | Bí Mật Hổ Phách Quan Âm (Tân Sở Lưu Hương) | The New Adventures of Chor Lau-Heung | Tô Dung Dung             |                                                       |
| 2001 | Lục Tiểu Phụng 2                           | Master Swordsman Lu Xiaofeng 2       | Hàn Tuyết                |                                                       |
| 2002 | Số Phận Bị Lãng Quên (Trịnh Bản Kiều)      | Doomed to Oblivion                   | Vương Nhất Tỷ            |                                                       |
| 2003 | Cầu Vồng Trong Đêm                         | Fate Twisters                        | Amy Lâm Ngãi Mỹ          |                                                       |
| 2003 | Nấc Thang Cuộc Đời (Phụng Vũ Hương La)     | Riches and Stitches                  | Miêu Hải Đường           |                                                       |
| 2004 | Thâm Cung Nội Chiến (Kim Chi Dục Nghiệt)   | War and Beauty                       | Hầu Giai Ngọc Dinh       | Thắng giải Thị Hậu - Nữ diễn viên chính xuất sắc nhất |
| 2005 | Sự Thật Của Bóng Tối (Thủy Hử Vô Gian Đạo) | Shades of Truth                      | Nicole Vạn Phụng Liên    |                                                       |
| 2005 | Bàn Tay Nhân Ái III                        | Healing Hands 3                      | Frances Sầm Nhã Tinh     |                                                       |
| 2005 | Quyền Lực Đen Tối (Phấn Hồng Son Môi)      | The Charm Beneath                    | Chúc Minh Huệ            |                                                       |
| 2006 | Bão Cát (Hỏa Vũ Hoàng Sa)                  | The Dance of Passion                 | Kế Minh Phụng            |                                                       |
| 2007 | Bức Họa Cuộc Đời (Viết Ý Nhân Sinh)        | Life Art                             | Nhậm Chi Hoa             |                                                       |
| 2007 | Cảnh Sát Tài Ba (Thông Thiên Cang Thám)    | The Ultimate Crime Fighter           | Huỳnh Tinh Dinh          |                                                       |
| 2008 | Lấy Chồng Giàu Sang (Châu Quang Bảo Khí)   | The gem of life                      | Constance Khang Nhã Đồng |                                                       |

### Phim điện ảnh
| Năm  | Tên phim                                  | Tựa tiếng Anh                            | Vai diễn                     | Ghi chú                                     |
| ---- | ----------------------------------------- | ---------------------------------------- | ---------------------------- | ------------------------------------------- |
| 1985 | Ma Vui Vẻ 2 -                             | Happy Ghost II                           | Student                      |                                             |
| 1986 | Đại Gia Đình Ô Long                       | The Family Strikes Back                  | Shek Lai-chi                 |                                             |
| 1986 | Nữ Hổ Cuồng Long                          | United We Stand                          | Polly Ho                     |                                             |
| 1990 | Ngục Tù Mãnh Long (Rồng Trong Ngục)       | Dragon in Jail                           | Winnie Sung                  |                                             |
| 1991 |                                           | The Queen of Gamble                      | Linda                        |                                             |
| 1991 | Nhân Quỷ Thần                             | Spiritual Trinity                        | Hsiu Shuan                   |                                             |
| 1991 | Nữ Hoàng Của Thế Giới Ngầm                | Queen of Underworld                      | Butterfly Lam                |                                             |
| 1993 |                                           | Secret Signs                             | Jackie                       |                                             |
| 1993 | Giáo Chủ Minh Giáo                        | Kung Fu Cult Master                      | Chow Chi-Yu                  |                                             |
| 1994 | Tân Biên Duyên Nhân                       | To Live and Die in Tsimshatsui           | Moon                         |                                             |
| 1996 | Người trong giang hồ                      | Young and Dangerous                      | Smartie/Stammer              |                                             |
| 1996 | Người trong giang hồ 2                    | Young and Dangerous 2                    | Smartie/Stammer              |                                             |
| 1996 | Người trong giang hồ 3                    | Young and Dangerous 3                    | Smartie/Stammer              |                                             |
| 1996 | Người Trong Giang Hồ: Long Hổ Đường Cùng  | Street of Fury                           | Yi                           |                                             |
| 1996 |                                           | Till Death Do We Laugh                   | Mill                         |                                             |
| 1997 | Hoa Điền Hỷ Sự 2 (Chuyện Hỉ Trong Nhà 97) | All's Well, Ends Well 1997               | Gigi                         |                                             |
| 1997 |                                           | 24 Hours Ghost Story                     | Siu Wan                      |                                             |
| 1997 |                                           | Cause We Are So Young                    | Mimi                         |                                             |
| 1997 |                                           | Destination: 9th Heaven                  | Mona Chin                    |                                             |
| 1997 | Hào Tinh Cái Thiên                        | Theft Under the Sun                      | Fai-fai                      |                                             |
| 1998 | Cửu Tinh Báo Hỷ                           | Ninth Happiness                          | Ms. Hung                     |                                             |
| 1998 |                                           | Super Energetic Man                      | Princess Lychee              |                                             |
| 1998 | Ba Chàng Lính Ngự Lâm                     | The Three Musketeers                     | Angela                       |                                             |
| 1998 | Haunted Mansion                           |                                          |                              |                                             |
| 1999 |                                           | The Accident                             | Cindy                        |                                             |
| 1999 | Âm Dương Lộ 6                             | Troublesome Night 6                      | Kwok Siu Heung               |                                             |
| 1999 | Lời Nguyền Ma Xó                          | A Wicked Ghost                           | Cessy                        |                                             |
| 2000 | Sinh Tử Quyền Tốc                         | Fist Power                               | Hung                         |                                             |
| 2000 |                                           | One Drop of Blood Per Step               |                              | a.k.a. One Drop of Blood Perstep            |
| 2000 | Black Blood                               |                                          |                              |                                             |
| 2000 | Thiên Thần Sa Đọa 5: Phán Quyết Cuối Cùng | Raped by an Angel 5: The Final Judgement | Nancy                        |                                             |
| 2000 | Không Chốn Dung Thân                      | To Where He Belongs                      | Yuet                         |                                             |
| 2000 |                                           | Queenie and King the Lovers              | Eliza                        |                                             |
| 2000 | Tiểu Lý Phi Đao Ngoại Truyện              | The Legend of the Flying Swordsman       | Cher                         |                                             |
| 2000 | Giới Tuyến Cuối Cùng                      | Man Wanted 3                             | Ho Siu Chi / Gi Ho           |                                             |
| 2000 | Người Trong Giang Hồ 6: Kẻ Thắng Làm Vua  | Young and Dangerous 6: Born to Be King   | Rong Yu                      |                                             |
| 2000 | Duyên Tình Okinawa                        | Okinawa Rendez-vous                      | Sandy                        |                                             |
| 2000 | Đặc Công Badboy                           | For Bad Boys Only                        | Tiny                         |                                             |
| 2001 |                                           | Body Puzzle                              |                              |                                             |
| 2002 | Thay Mặt Mê Tình                          | Devil Face, Angel Heart                  | Wendy                        |                                             |
| 2002 |                                           | A Wicked Ghost III: The Possession       | Catherine / Ding Dong Taoist | a.k.a. The Wicked Ghost III: The Possession |
| 2002 | The Master Swordsman Returns              |                                          |                              |                                             |
| 2003 | Thiên Sứ Tử Thần                          | The Dark Side of My Mind                 | Coco                         |                                             |
| 2003 | Trái Tim Nhân ái                          | News Heart                               | Gigi                         | a.k.a. New's Heart                          |
| 2003 |                                           | 1:99 Shorts                              |                              | a.k.a. 1:99 Short Film Series               |
| 2009 |                                           | Team of Miracle: We Will Rock You        | Amanda Liu                   |                                             |